# جيمس فرانسيس ماكسويل

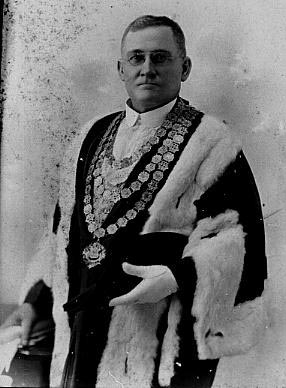
جيمس ماكسويل في ملابسه الرسمية، 1920.

جيمس فرانسيس ماكسويل، (بالإنجليزية: James Francis Maxwell)‏ . كان سياسيا في كوينزلاند بأستراليا. كان عمدة مدينة بريسبان وعضواً في الجمعية التشريعية لولاية كوينزلاند في توونغ.

## النشأة

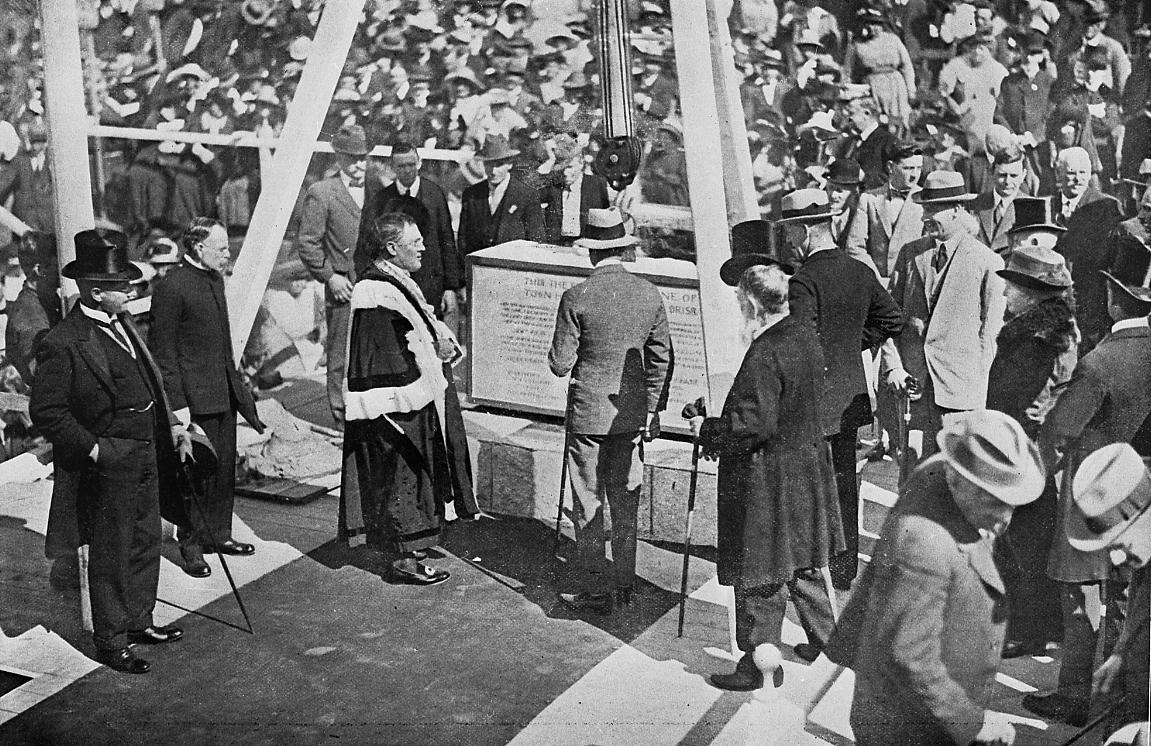
صاحب السمو الملكي إدوارد، أمير ويلز والعمدة جيمس فرانسيس ماكسويل في وضع حجر الأساس ، بريزبن سيتي هول 1929.

ولد جيمس فرانسيس ماكسويل في عام 1862 في مقاطعة أرماج بأيرلندا، وهو ابن صامويل ماكسويل وزوجته ماتيلدا (نوي ستوبس). في 23 يوليو 1890 ، تزوج من أليس آني ليتيتيا ديفيز في كنيسة القديس بطرس في ويست إند، بريسبان، ابنة جون ديفيز، المهندس والمدير في شركة جنوب بريسبان للغاز التي صممت شركة ويست إند غاسوركس (المدرجة الآن في قائمة التراث).
جيمس فرانسيس ماكسويل كان سياسيا في كوينزلاند بأستراليا. كان عمدة مدينة بريسبان وعضواً في الجمعية التشريعية لولاية كوينزلاند في توونغ.

## السياسة
- كان ماكسويل عضوًا في مجلس Toombul Shire ورئيسه في عامي 1904 و 1905.[4]
- كان ماكسويل عمدة مدينة بريسبان من عام 1920 إلى عام 1921.[2][4]
- تم انتخاب ماكسويل إلى الجمعية التشريعية في كوينزلاند في 9 أكتوبر 1920 ، لتوونج كعضو في الحزب القومي الأسترالي. أعيد انتخابه في 15 مايو 1923 كعضو في حزب كوينزلاند المتحدة ثم أعيد انتخابه في 8 مايو 1926 كعضو في الحزب الوطني التقدمي والوطني. لم يخوض في انتخابات 2 أبريل 1938.[3]